# Dilana

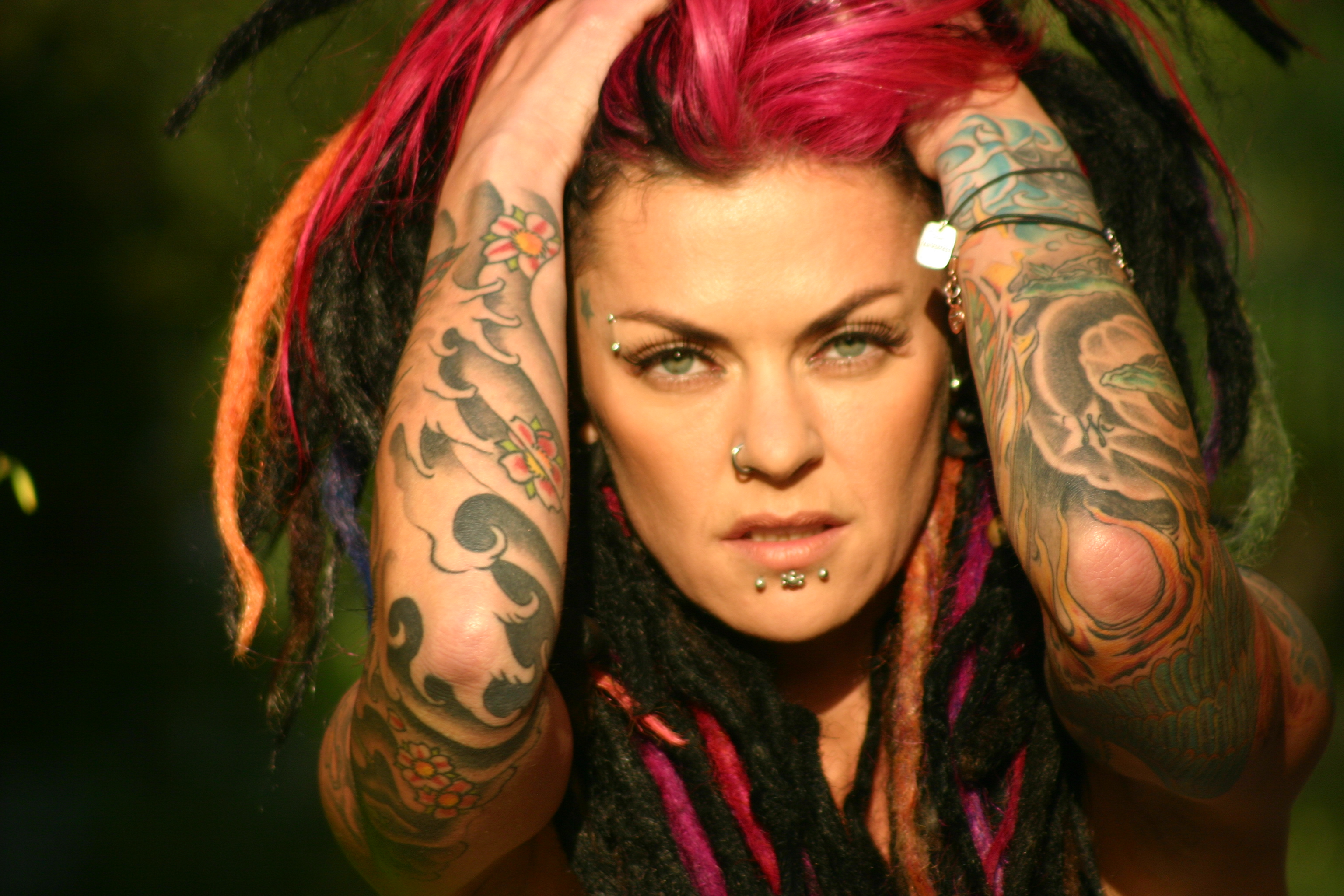
Dilana

Dilana Robichaux (sinh ngày 10 tháng 8 năm 1972) là một ca sĩ, nhạc sĩ và nghệ sĩ người Nam Phi sống ở Los Angeles, California. Cô được biết đến nhiều nhất với tư cách là thí sinh giành giải Á quân trên chương trình truyền hình thực tế của đài CBS, Rock Star: Supernova. Cô là ca sĩ chính cho phiên bản L.A. Guns của Tracii Guns trong một thời gian ngắn vào năm 2011.

## Tiểu sử và sự nghiệp
Dilana Jansen van Vuuren sinh ra ở Johannesburg, Nam Phi vào ngày 10 tháng 8 năm 1972. Họ của cô đổi thành Smith khi cô khoảng hai tuổi, khi mẹ cô kết hôn với cha dượng của cô, người đã nhận nuôi cô. Dilana sử dụng ca hát như là một cuộc trốn thoát khỏi cảnh gia đình không mấy hạnh phúc, cô từng tham gia các cuộc thi hợp xướng và lễ hội của trường, cũng như các dàn hợp xướng nhà thờ và các bữa tiệc.
Khi có cơ hội được biểu diễn, Dilana đã từ bỏ tất cả mọi thứ và bắt đầu biểu diễn toàn thời gian, từ một người đi biểu diễn nhiều nơi, đến việc tham gia các ban nhạc ở Nam Phi và Hà Lan. Di chuyển đến Hà Lan, cô thành lập ban nhạc của riêng mình, tập trung nhiều hơn vào các tác phẩm gốc và trở thành một trong những nghệ sĩ biểu diễn trực tiếp được trả lương cao nhất của đất nước này.
Thu âm album đầu tiên của cô, Wonderfool, vào năm 2000 đã dẫn đến bốn video âm nhạc, năm đĩa đơn và hơn 200 hợp đồng biểu diễn. Cô cũng hát các ca khúc chủ đề cho hai hãng phim hoạt hình lớn và biểu diễn trong một lễ hội ở Bỉ nhằm hỗ trợ cho Joe Cocker, K's Choice và Heather Nova trước một đám đông hơn 100.000 người. Dilana cũng biểu diễn tại Thế vận hội Sydney 2000, với các nghệ sĩ biểu diễn Hà Lan.